# 진위도서관
진위도서관은 경기도 평택시에 있는 도서관이다.

## 연혁
- 2017년 3월 24일 개관

## 시설 현황
- 2층: 종합자료실, 대출대/사무공간
- 1층: 어린이자료실
- 지하1층: 시청각실

## 이용 안내
이용 시간
- 어린이자료실: 화~금요일 10:00 ~ 19:00 / 토요일 09:00 ~ 18:00
- 1·2 종합자료실: 화~금요일 10:00 ~ 19:00 / 토요일 09:00 ~ 18:00

휴관일
- 매주 일·월요일
- 법정공휴일
- 기타 관장이 부득이하게 필요하다고 인정하는 날